# فهرست تیم‌های ملی فوتبال با نام مستعار(اروپا)
فهرست القاب تیم های اروپایی زیر نظر کنفدراسیون فوتبال اروپا
| تیم             | نام مستعار          | یادداشت | منبع.                            |        |
| --------------- | ------------------- | --- | -------------------------------- | ------ |
| آلبانی          | عقاب ها             | عقاب یکی از نمادهای ملی آلبانی است. ژست دست های ضربدری که نماد عقاب است، گاهی اوقات به عنوان جشن توسط بازیکنان آلبانیایی استفاده می شود.                                                                                                   | [ ۱ ]                            |        |
| آندورا          | سه رنگ              | پرچم آندورا سه رنگ عمودی آبی، زرد و قرمز با نشان این کشور است. | [ ۲ ]                            |        |
| ارمنستان        | هاواکاکان           | از تیم ملی فوتبال ارمنستان | [ ۲ ] [ ۳ ]                      |        |
| اتریش           | پسران ما            | در دهه ۱۹۳۰ به رهبری مدیر هوگو میسل، تیم پس از 14 مسابقه بدون شکست، این نام مستعار را کسب کرد. | [ ۴ ]                            |        |
| آذربایجان       | سرزمین آتش          | سرزمین آتش شعار پذیرفته شده جمهوری آذربایجان است. | [ ۲ ]                            |        |
| بلاروس          | بال های سفید        | در اوت ۲۰۱۶، فدراسیون فوتبال بلاروس اعلام کرد که نام مستعار این تیم "بال سفید" خواهد بود. این نام تحت تأثیر کتاب «سرزمین زیر بال‌های سفید» (۱۹۷۷) نوشته نویسنده معروف بلاروسی اولادزیمیر کاراتکیویچ است.                                    | [ ۲ ]                            |        |
| بلژیک           | شیاطین سرخ          | در سال ۱۹۰۶، بازیکنان تیم ملی بلژیک به دلیل پیراهن قرمزشان، لقب شیاطین سرخ دادند | [ ۲ ]                            |        |
| بلژیک (زنان)    | شعله های سرخ        | | [ ۵ ]                            |        |
| بوسنی و هرزگوین | اژدهایان            | در ۲۸ مارس ۲۰۰۹ توسط مفسر تلویزیون فوتبال، مریان میایلوویچ در جریان بازی مقدماتی جام جهانی ۲۰۱۰ مقابل بلژیک محبوبیت یافت. کنایه ای تاریخی از ژنرال حسین گراداشچویچ، که برای استقلال این کشور جنگید و به عنوان "اژدهای بوسنی" شناخته می شد. | [ ۲ ]                            |        |
| بوسنی و هرزگوین | سوسن بوسنیایی       | نام مستعار اصلی تیم بود که پس از استقلال توسط هواداران به همه تیم‌ها و ورزشکاران و زنان کشور داده می‌شد و با اشاره به نشان‌های رسمی دولتی در آن زمان (پرچم و نشان ملی) بود.                                                                   | [ ۶ ]                            |        |
| بلغارستان       | شیرها               | نشان ملی بلغارستان از یک شیر طلایی تاجدار تشکیل شده است که بر روی یک سپر قرمز تیره بیداد می کند. شیر حیوان ملی بلغارستان است. | [ ۲ ]                            |        |
| کرواسی          | واترا               | واترا در زبان کرواتی به معنای آتش است. | [ ۷ ] [ ۸ ]                      |        |
| کرواسی          | شطرنجی ها           | شطرنجی کرواسی نماد ملی کرواسی است. | [ ۹ ]                            |        |
| قبرس            | آبی و سفید          | جک دریایی قبرس آبی با صلیب سفید است. | [ ۲ ]                            |        |
| چک              | لوکوموتیو           | جمهوری چک یکی از بزرگترین سازندگان لوکوموتیو در جهان به رهبری کارخانه اشکودا است. | [ ۷ ]                            |        |
| دانمارک         | دینامیت دانمارکی    | عمدتاً مربوط به تیم دانمارکی دهه ۱۹۸۰ است. | [ ۱۰ ]                           |        |
| انگلستان        | سه شیرها            | تاریخچه نماد سه شیر به قرن دوازدهم باز می گردد، زمانی که یک تاج قرمز با سه شیر طلایی برای الهام بخشیدن به سربازان انگلیسی به جنگ برده می شد.                                                                                               | [ ۷ ]                            |        |
| انگلستان (زنان) | سه شیر زن           | تاریخچه نماد سه شیر به قرن دوازدهم باز می گردد، زمانی که یک تاج قرمز با سه شیر طلایی برای الهام بخشیدن به سربازان انگلیسی به جنگ برده می شد.                                                                                               | [ ۱۱ ]                           |        |
| استونی          | آبی ها              | از کیت خانگی آنها که به طور سنتی از یک پیراهن آبی تشکیل شده است. | [ ۱۲ ]                           |        |
| جزایر فارو      | تیم ملی             | | [ ۲ ]                            |        |
| فنلاند          | جغدها               | | [ ۱۳ ]                           |        |
| فرانسه          | لی ها               | به دلیل رنگ سنتی لباس هایشان که آبی است. | [ ۷ ]                            |        |
| گرجستان         | جنگجویان صلیبی      | افسانه ها از صلیبیونی می گوید که ۸۰۰ سال پیش فرانسه را ترک کردند و از ارتش اصلی جدا شدند، از ترکیه و ارمنستان عبور کردند و در کوه های قفقاز بزرگ در گرجستان ساکن شدند.                                                                     | [ ۲ ]                            |        |
| آلمان           | تیم ملی             | *"تیم" عمدتا در خارج از آلمان استفاده می شود. در زبان محلی، به طور کلی به معنای "تیم (مرد)" است. | [ ۱۴ ] [ ۱۵ ]                    |        |
| جبل طارق        | تیم ۵۴              | جبل الطارق پنجاه و چهارمین کشوری بود که به یوفا پیوست. | [ ۱۶ ]                           |        |
| یونان           | دزدان دریایی        | نام مستعار غیر رسمی که پس از جام ملت‌های اروپا ۲۰۰۴ داده شد. | [ ۱۷ ]                           |        |
| مجارستان        | یازده مرد           | | [ ۱۸ ]                           |        |
| ایسلند          | پسرهای ما           | | [ ۲ ]                            |        |
| اسرائیل         | ترسوها              | تیم منتخب خنزًیرُ | حکایت از ترسو بودن نتن یاهو دارد | [ ۱۹ ] |
| ایتالیا         | آبی ها              | رنگ آبی از نشان دودمان ساووی نشات می گیرد که پس زمینه آبی داشت. | [ ۲۰ ]                           |        |
| قزاقستان        | پلنگ برفی           | پلنگ برفی یکی از کمیاب ترین پستانداران قزاقستان است. | [ ۲ ]                            |        |
| کوزوو           | داردان              | داردانی ها یا داردانیان قبیله ای هندواروپایی بودند که در منطقه کوزوو کنونی ساکن شدند. | [ ۲۱ ]                           |        |
| لتونی           | ۱۱ ویکی             | | [ ۲ ]                            |        |
| لیختن‌اشتاین     | آبی و قرمزها        | | [ ۲ ]                            |        |
| لیتوانی         | تیم ملی             | | [ ۲ ]                            |        |
| لوکزامبورگ      | شیرهای قرمز         | | [ ۲۲ ]                           |        |
| مالت            | شوالیه‌های مهمان‌نواز | شوالیه‌های مهمان‌نواز یک گروه نظامی کاتولیک بود که در سال ۶۰۳ تأسیس شد | [ ۲ ]                            |        |
| مولدووا         | تیم منتخب           | | [ ۲ ]                            |        |
| مونته‌نگرو       | شاهین های شجاع      | | [ ۲۳ ]                           |        |
| هلند            | نارنجی پوشان        | نارنجی رنگ خانواده سلطنتی هلند است. | [ ۷ ]                            |        |
| هلند            | نارنجی ساعتی        | نام مستعار در دهه ۱۹۷۰ تیم هلندی که به پاس های دقیقش معروف است. | [ ۲۴ ]                           |        |
| هلند            | هلندی های پرنده     | بازی کلمات مرتبط با کشتی افسانه ای هلندی پرنده | [ ۲۵ ]                           |        |
| هلند (زنان)     | شیرزنان نارنجی      | شیر یکی از نمادهای ملی هلند است، نارنجی رنگ ملی آن است. | [ ۲۶ ] [ ۲۷ ]                    |        |
| مقدونیه شمالی   | سیاهگوش قرمز        | | [ ۲ ] [ ۲۸ ]                     |        |
| مقدونیه شمالی   | قرمز-زرد            | از پرچم مقدونیه که قرمز و زرد است. | [ ۲ ]                            |        |
| ایرلند شمالی    | نورن آیرون          | اصطلاح عامیانه برای "ایرلند شمالی". | [ ۲۹ ]                           |        |
| نروژ            | مته ها              | | [ ۳۰ ]                           |        |
| لهستان          | قرمز روشن           | از پرچم لهستان که سفید و قرمز است. | [ ۲ ]                            |        |
| لهستان          | عقاب ها             | از نشان لهستانی که عقاب تاجدار سفید را در زمین قرمز نشان می دهد. | [ ۷ ]                            |        |
| پرتغال          | کویناس              | از 5 سپر موجود در نشان ملی پرتغال که در پرتغالی به نام "کویناس" شناخته می شود. | [ ۷ ]                            |        |
| جمهوری ایرلند   | پسران سبزپوش        | رنگ سبز در پرچم سه رنگ ایرلند نشان دهنده میراث کاتولیک و ملی گرایی ایرلند است. | [ ۲ ]                            |        |
| رومانی          | سه رنگ ها           | از پرچم رومانی که دارای ۳ رنگ است. | [ ۳۱ ]                           |        |
| روسیه           | پسران ما            | | [ ۲ ]                            |        |
| سان مارینو      | سرنیسیما            | جمهوری سن مارینو به عنوان آرام ترین جمهوری سن مارینو نیز شناخته می شود. | [ ۳۲ ]                           |        |
| اسکاتلند        | تارتان تریرها       | از سگ اسکاتلندی تریر، که عموماً اسکاتی نامیده می شود، که یک نژاد سگ محبوب در اسکاتلند است. | [ ۳۳ ]                           |        |
| صربستان         | عقاب های سفید       | از عقاب هرالدیک دو سر صرب، نمادی رایج در هرالدریک و وکسیلولوژی این کشور | [ ۲ ]                            |        |
| اسلواکی         | نماینده             | | [ ۲ ]                            |        |
| اسلواکی         | تیم ملی             | [ ۲ ] |                                  |        |
| اسلواکی         | فایتینگ جونز        | در زبان اسلواکی به معنای جنگجو | [ ۲ ]                            |        |
| اسلوونی         | اژدها               | اژدها موجودی افسانه ای بزرگ و مار مانند است که در فرهنگ عامه بسیاری از فرهنگ ها در سراسر جهان ظاهر می شود. | [ ۳۴ ]                           |        |
| اسپانیا         | خشم سرخ             | | [ ۳۵ ] [ ۳۶ ]                    |        |
| سوئد            | زرد آبی             | | [ ۲ ]                            |        |
| سوئیس           | صلیب‌های سرخ         | | [ ۲ ]                            |        |
| ترکیه           | هلال و ستاره        | هلال و ستاره موجود بر روی پرچم، نمادهای ملی ترکیه هستند. | [ ۲ ]                            |        |
| اوکراین         | زرد آبی             | از پرچم اوکراین | [ ۷ ] [ ۳۷ ]                     |        |
| ولز             | اژدها               | اژدهای ولز نماد ملی ولز است. | [ ۲ ]                            |        |